# دينتون ولتش
دينتون ولتش (بالإنجليزية: Denton Welch)‏ (29 مارس 1915، شانغهاي في الصين - 30 ديسمبر 1948، كنت في المملكة المتحدة)؛ رسام، كاتب وروائي بريطاني. درس في كلية جولدسميث.

## روابط خارجية
- دينتون ولتش على موقع الموسوعة البريطانية (الإنجليزية)